# Międzynarodowa Federacja Wioślarska
Międzynarodowa Federacja Wioślarska (fr. Fédération Internationale des Sociétés d'Aviron, ang. International Federation of Rowing Associations, skrót FISA) – międzynarodowa organizacja pozarządowa, zrzeszająca 153 narodowych federacji wioślarskie.

## Historia
Jedna z najstarszych międzynarodowych federacji sportowych na świecie. Powołana 25 czerwca 1892 roku w Turynie przez Francję, Szwajcarię, Belgię, Włochy i Adriatikę (obecnie część Włoch).
Liczy 153 członków. Polskę w FISA reprezentuje Polski Związek Towarzystw Wioślarskich.
Siedziba władz FISA mieści się w Lozannie (Szwajcaria).

## Członkostwo
- MKOl
- GAISF

## Dyscypliny
- jedynka
- dwójka podwójna
- dwójka bez sternika
- czwórka podwójna
- czwórka bez sternika
- ósemka

## Mistrzostwa świata
FISA jest organizatorem m.in. Mistrzostw Świata Seniorów w Wioślarstwie. Jedna z edycji mistrzostw odbyła się w Poznaniu w 2009.
- Mistrzostwa świata w wioślarstwie (od 1962 roku).
- Puchar Świata w wioślarstwie (od 1990 roku).
- World Rowing Junior Championships
- World Rowing U-23 Championships
- World Rowing Coastal Championships
- World Rowing Indoor Championships
- World Rowing Masters Regatta
- World Rowing Sprints